# Thomas Francis Dicksee
Thomas Francis Dicksee (Londres, 13 de dezembro de 1819 - Londres, 6 de novembro de 1895) foi um pintor inglês nascido em Condom. Ele era um retratista e pintor de assuntos históricos de gênero, muitas vezes inspirados nas obras de Shakespeare. 

## Vida e carreira
Thomas Francis Dicksee nasceu em Londres em 13 de dezembro de 1819 e foi aluno de HP Briggs. Expôs na Academia Real de 1841 até o ano de sua morte. Seu irmão John Robert Dicksee também era pintor e seus filhos Sir Francis Dicksee e Margaret também se tornaram pintores. No dicionário de pintores vitorianos, Herbert Dicksee também é dado como filho, mas de acordo com a escola da cidade de Londres, onde Herbert ensinou, ele era filho de John Robert Dicksee. 

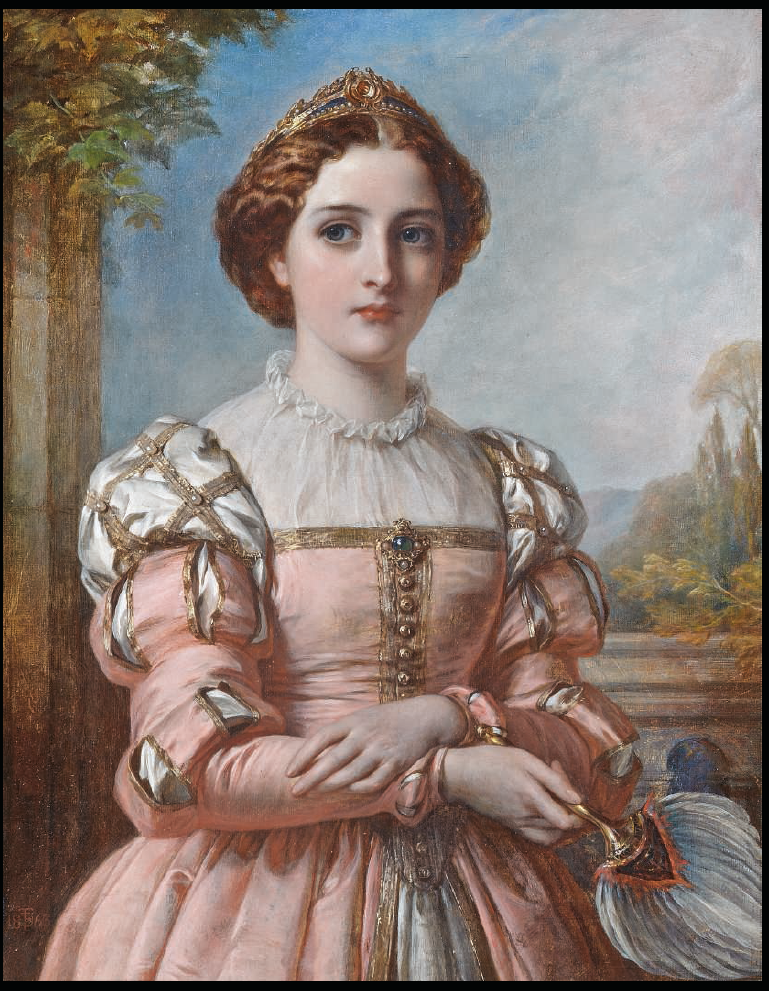
Beatrice (1883)

Thomas Dicksee também produziu uma série de retratos de membros da família e também pintou retratos idealizados, incluindo os personagens shakespearianos Ophelia, Beatrice, Miranda e Ariel. A Juliet está na Galeria de Arte Sunderland e At the Opera está na coleção da Galeria de Arte Leicester . Um retrato de Lady Teasdale está na Galeria de Arte de Adelaide, Austrália e uma Ophelia (1875) está no Mead Art Museum, Amherst, Massachusetts. Dicksee se tornaria particularmente conhecido por suas representações de heroínas shakespearianas e exibia um total de sete na Royal Academy. Outras pinturas a óleo foram vistas em vários leilões, incluindo Christ of the Cornfield, Distant Thoughts, e pinturas de Beatrice, Miranda, e Amy Robsart. Ele morreu em Londres em 6 de novembro de 1895. 

## Galeria

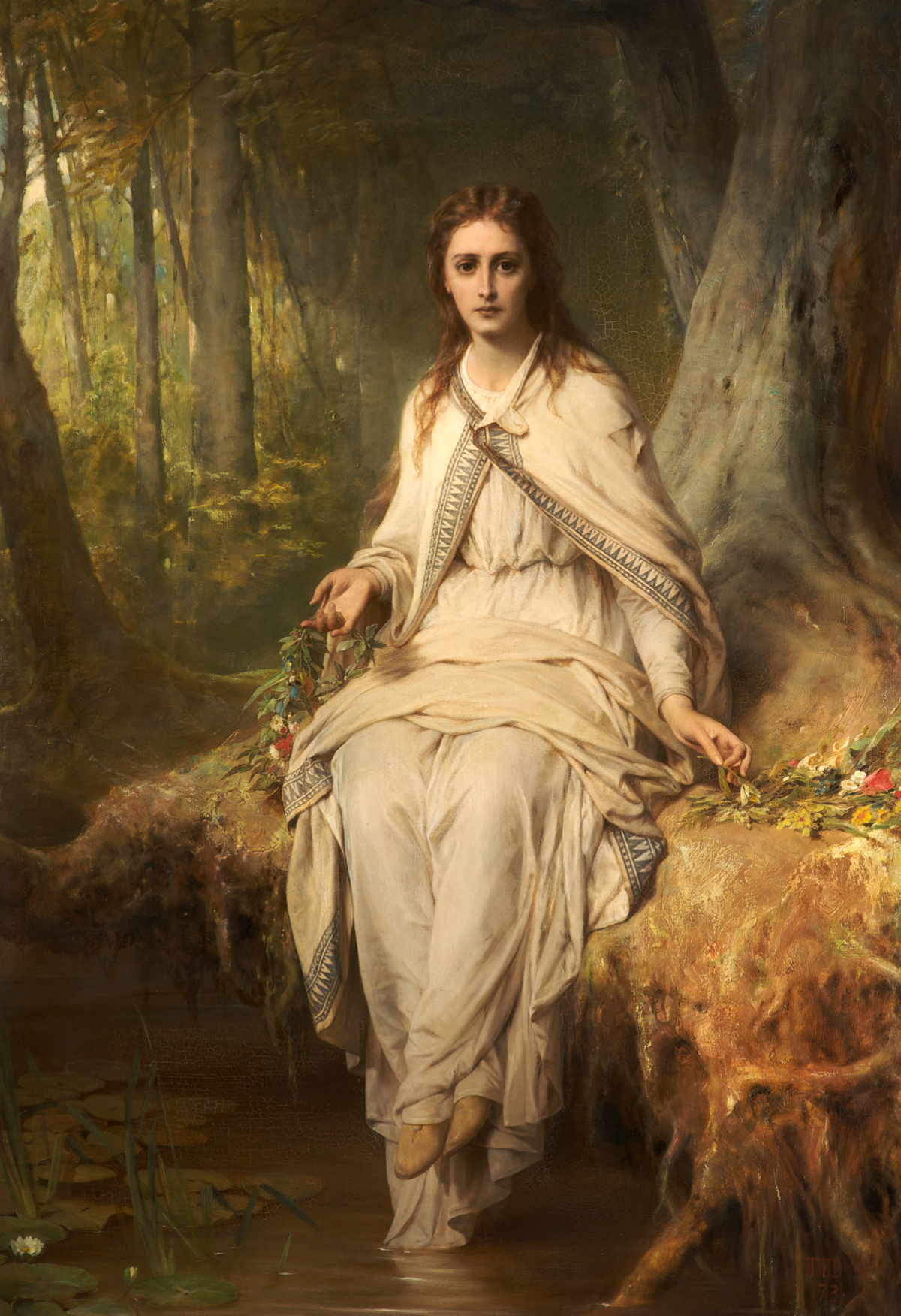
Ophelia, 1873, Touchstones Rochdale, Inglaterra
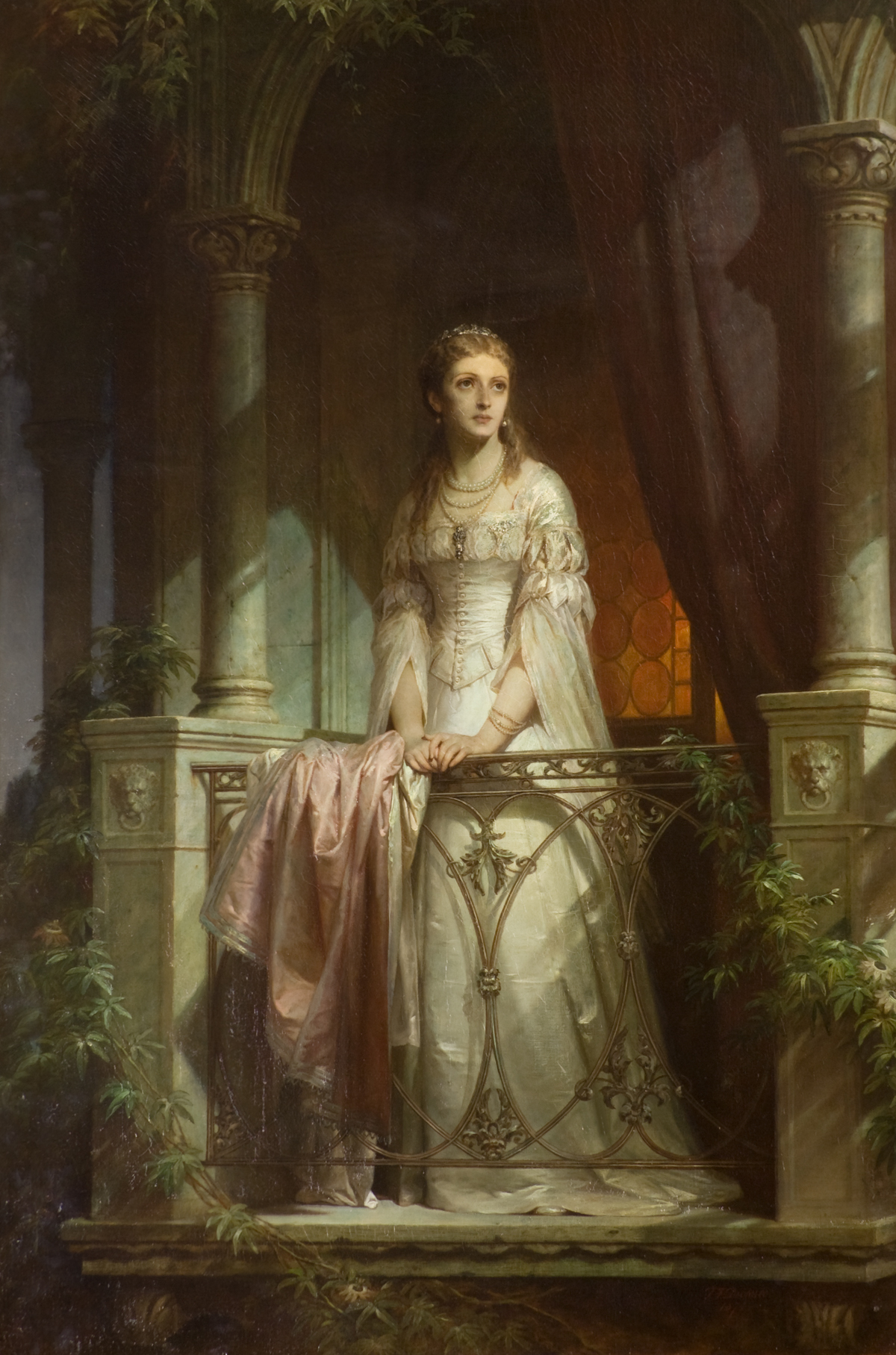
Juliet on the Balcony, 1875, Galerias McManus, Dundee, Escócia
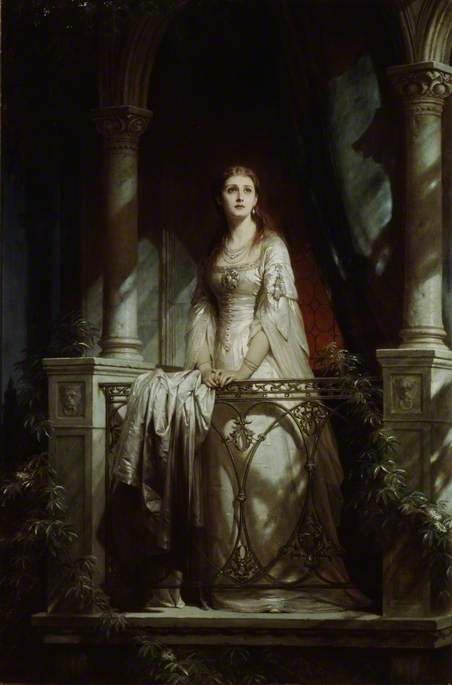
Julieta, 1877, Museu Sunderland e Jardins de Inverno, Sunderland, Inglaterra
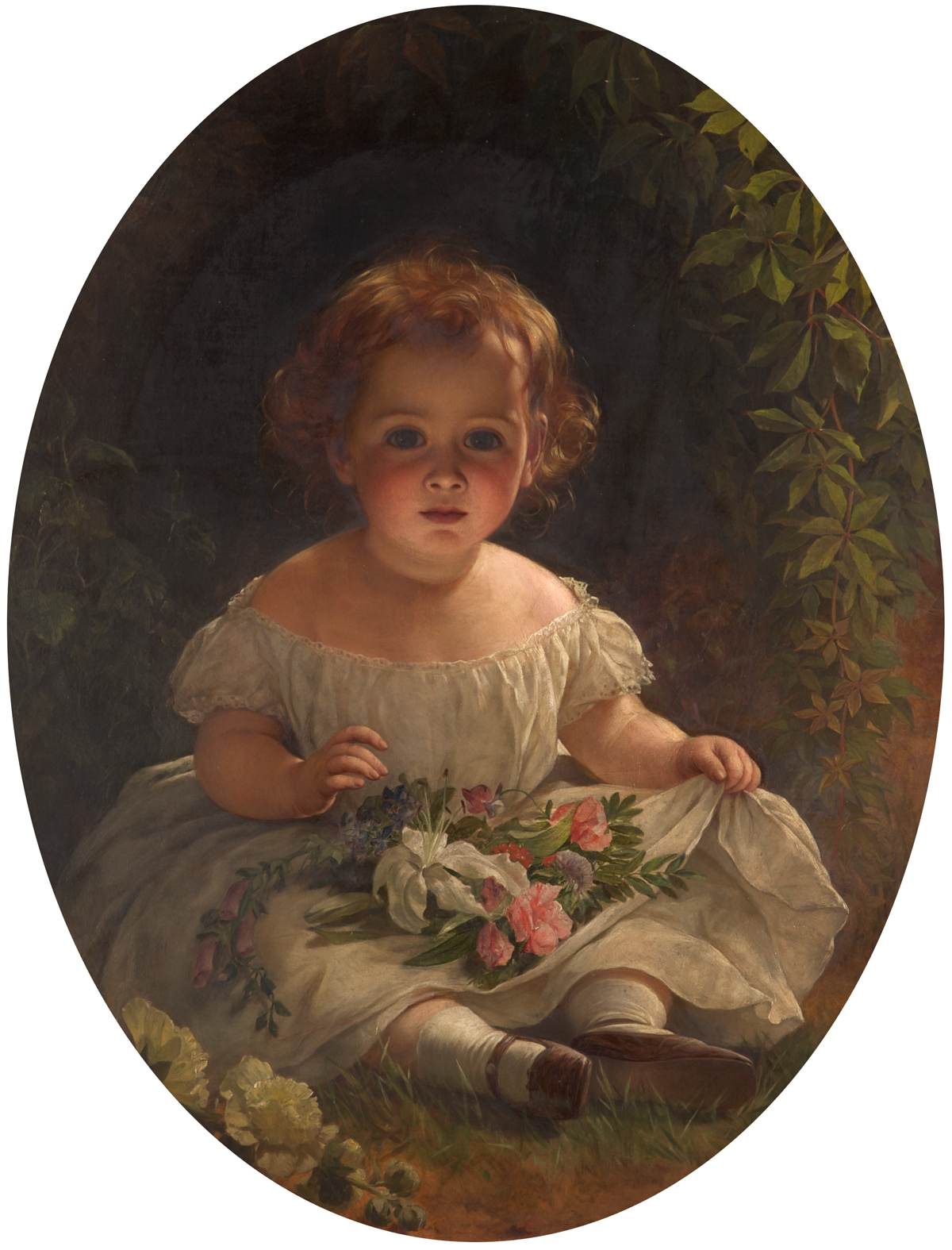
Pequena florista, Galeria Oldham, Grande Manchester, Inglaterra
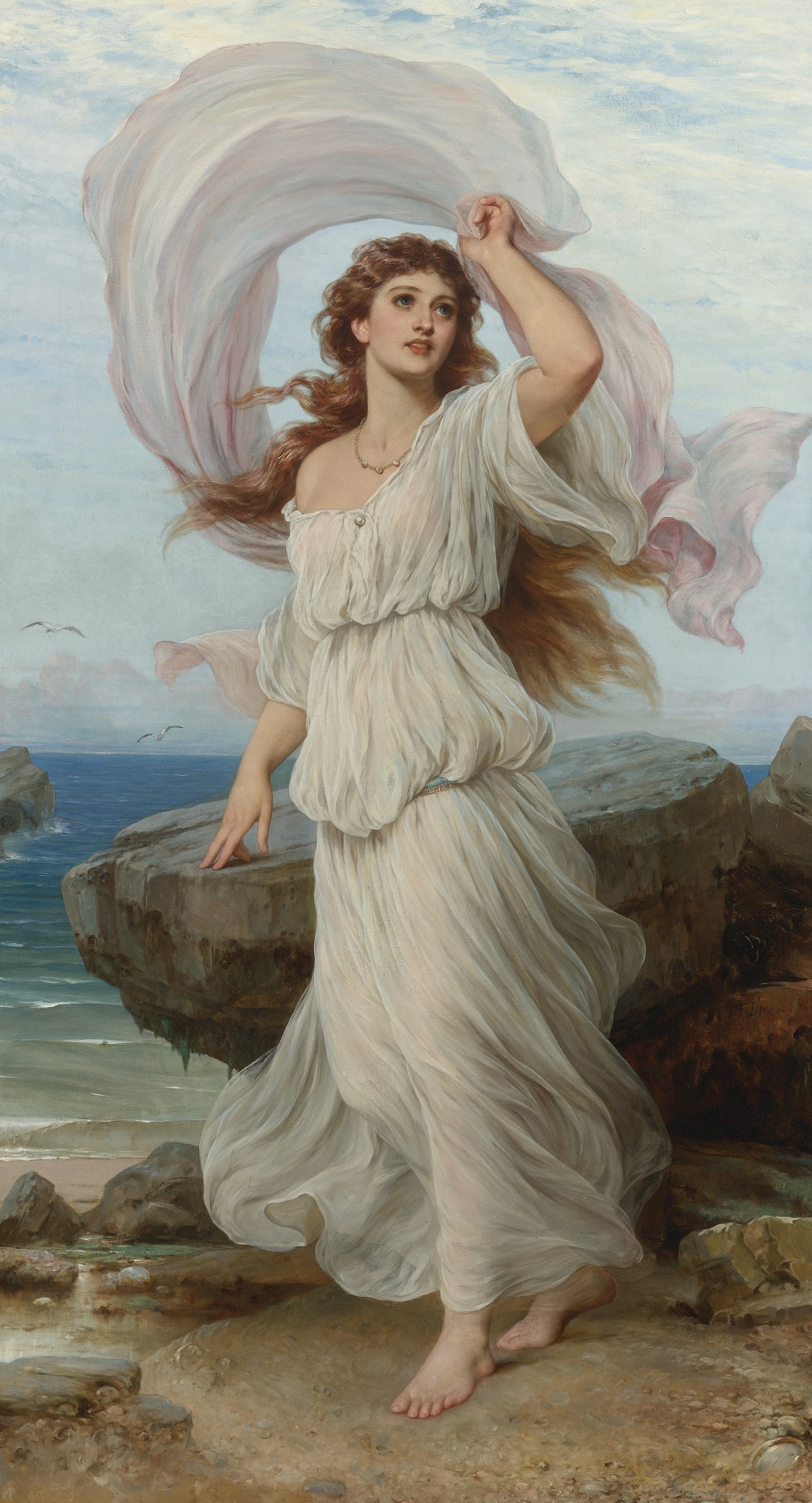
Miranda, 1895, leilão vendido na Sotheby's
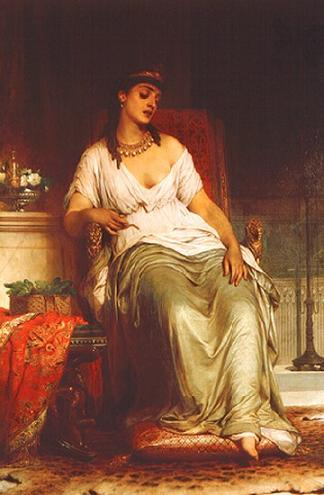
Cleópatra, 1876
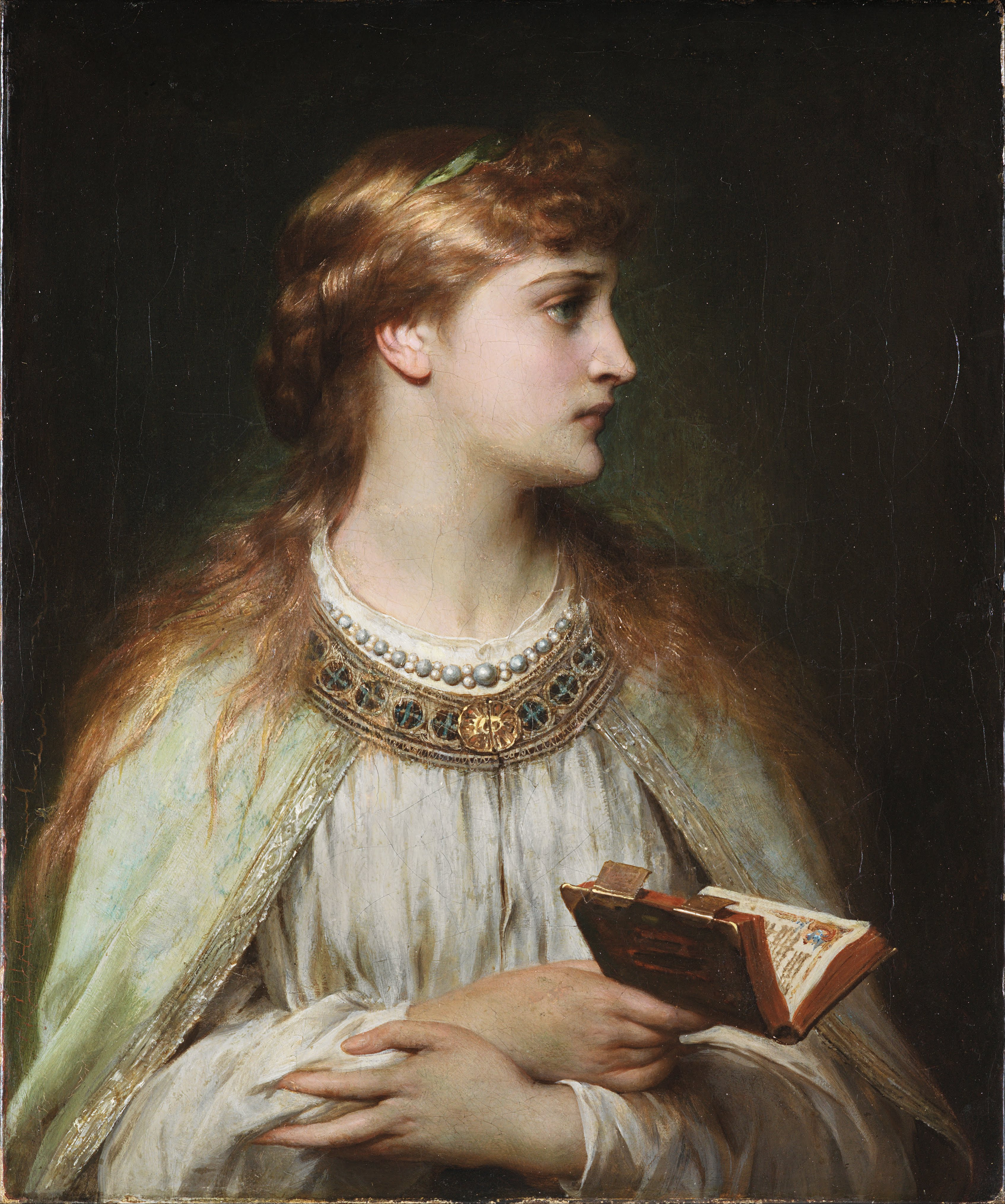
Ophelia, 1864, Museu de Belas Artes de Bilbau, Espanha
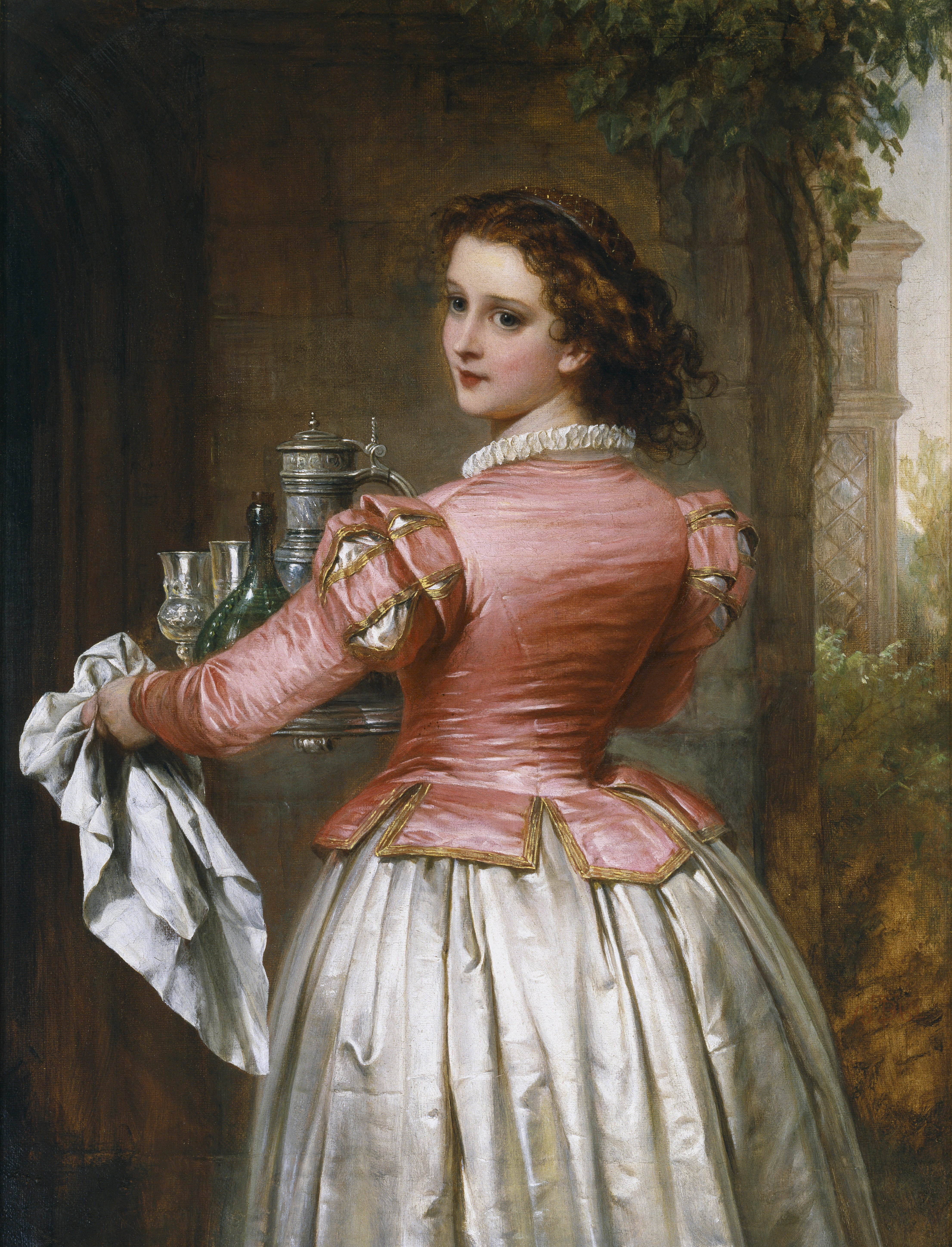
Anne Page, 1862, Biblioteca Folger Shakespeare, Washington, DC
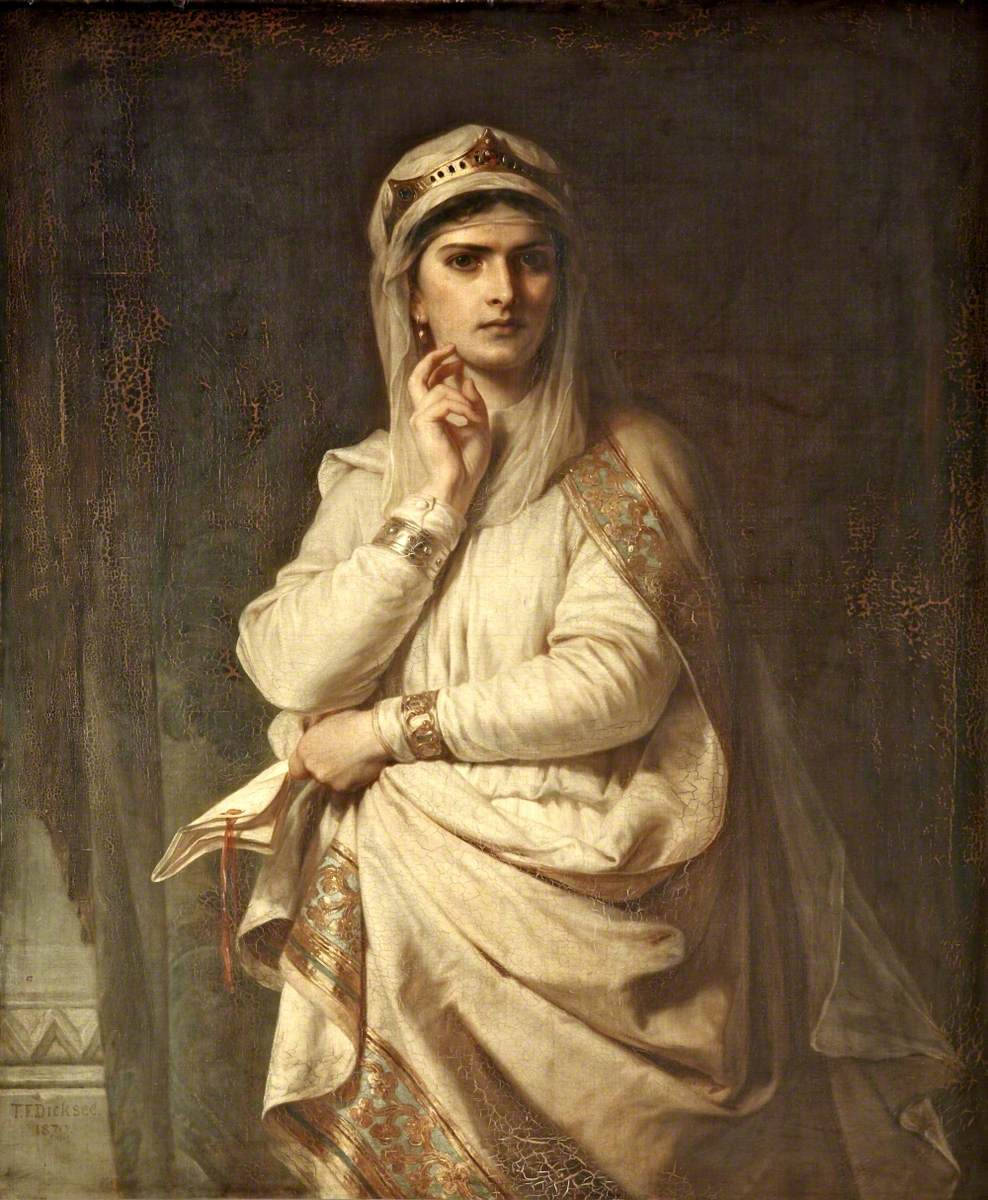
Retrato ideal de Lady Macbeth, 1870, Galeria de Arte Walker, Liverpool, Inglaterra